# 姜遇鸿旧宅
姜遇鸿旧宅位于中国浙江省江山市廿八都镇姜家下弄2号、浔里街19号，是一处江山市文物保护单位。
2000年6月21日，姜遇鸿旧宅公布为第四批江山市文物保护单位。